# Perturbation du mouvement képlérien
 (octobre 2007).
 (décembre 2018).
Si vous disposez d'ouvrages ou d'articles de référence ou si vous connaissez des sites web de qualité traitant du thème abordé ici, merci de compléter l'article en donnant les références utiles à sa vérifiabilité et en les liant à la section « Notes et références ».
La perturbation du mouvement képlérien due à l'influence d'un troisième corps, rend ces équations inintégrables. Le cas général est le célèbre "problème des trois corps", mais si le troisième corps est de masse faible, des solutions approximatives sont possibles.

## Le problème posé
Le mouvement képlérien est souvent perturbé par un troisième corps (masse {\displaystyle m_{3}} ) : le problème devient non-intégrable.
On prendra la notation suivante :
{\displaystyle \ P(x)=(x-m_{1})(x-m_{2})(x-m_{3})=x^{3}-\sigma _{1}x^{2}+\sigma _{2}x-\sigma _{3}}, 
qui met en exergue la symétrie de rôle des trois masses.
- Deux cas essentiels se présentent à l'astronome :

le mouvement de la Lune ;
les "inégalités" Saturne Jupiter.
- Le problème général est encore sujet de recherches actives en mathématiques : cf scholarpedia Three_Body_Problem. En particulier le problème des planètes d'étoiles doubles est loin d'être conclu avec précision (aucune solution analytique générale n'existe, ceci démontré par Poincaré).

- Le problème de la perturbation d'un satellite par non-rotondité de la Terre est traité en géodésie spatiale.

## La Lune
Le problème du mouvement de la Lune a trois siècles d'existence, depuis le "head-ache" de Newton (1687, Principia), en passant par Laplace, Jacobi, Hill, Delaunay, Brown, Poincaré, Birkhoff, KAM (1954 + ...),... Chapront.
Expérimentalement, le LLR (lunar-laser-ranging) donne, depuis la dépose des miroirs sur la Lune, une précision assez grande (en moyenne, la Lune s'éloigne de la Terre de 3,84 cm par an : cf Veillet). La théorie semi-empirique de Chapront (IMCCE) donne des éphémérides au mètre près. La quête de précision continue bien sûr.
100 pages ne suffiraient pas à expliquer ce mouvement de la Lune. Mais on peut comprendre des problèmes simplifiés.

### Le problème restreint 2+1
On appelle problème restreint le problème plan, où Soleil et Terre ont un mouvement képlérien circulaire, et où la Lune est considérée comme une masse négligeable.
Dans ce cas, dans le référentiel tournant, R', où la ligne Soleil_G_Terre est immobile, le problème est ramené au mouvement dans le potentiel de Jacobi, à condition de rajouter la force de Coriolis.
La figure du potentiel de Jacobi est très facile à tracer, comme voici : 
dans le problème à deux corps, le potentiel effectif de Leibniz (1689) est : 
- le trou d'énergie potentielle du centre -m.Gm1/r et
- L1^2/2mr^2 [avec L moment cinétique orbital] représentant la barrière centrifuge qui empêche de tomber en deçà du cercle péricentrique. De ce fait, l'énergie étant conservée, le satellite ne peut s'éloigner au-delà d'un cercle apocentrique [Le théorème de Bertrand, spécial au cas newtonien, entraîne la fermeture de l'orbite par dégénérescence entre la période des oscillations radiales et la période des oscillations angulaires].

Il y a une autre manière de noter "formellement" ce potentiel : 
énergie-effective : -m m1[ a/r + r^2/2a^2] , maximum en r = a 
Le potentiel  de Jacobi est simplement la somme bicentrique des 2 énergies, l'une par rapport au Soleil (de masse m1) et l'autre par rapport au deuxième corps, la Terre, de masse m2, pour une distance ST = a :
{\displaystyle (m_{1}+m_{2})\cdot E_{jacobi}(r_{1},r_{2}):=M\cdot J(r_{1},r_{2})} et 
{\displaystyle M\cdot J==-m_{1}\cdot ({\frac {a}{r_{1}}}+{\frac {r_{1}^{2}}{2a^{2}}})-m_{2}\cdot ({\frac {a}{r_{2}}}+{\frac {r_{2}^{2}}{2a^{2}}})}
La symétrie de rôle de m1 et m2 devient apparente : le problème est donc assez facile à comprendre en coordonnée bicentriques : SM = r1 et EM= r2.
La représentation de la figure (en Scilab, cf par exemple Murray-Dermott, p. 81) met immédiatement en évidence 5 points :
- les trois points d'équilibre alignés d'Euler (1769) : L1 entre Soleil et Terre, près de la Terre, puis L2 quasi symétrique de L1 (: EL1 = EL2), et L3 (quasiment SL3 = ST = a),
- les célèbres points de Lagrange (1773), forcément à la distance exacte r1=r2=a (symétrie de rôle dans l'expression du potentiel de Jacobi), soit L4 en avant et L5 en arrière du mouvement.

Les points d'Euler ne sont pas stables. 
Ceux de Lagrange sont LINEAIREMENT stables si {\displaystyle \sigma _{1}^{2}<27\sigma _{2}} () 
Les points L1 et L2 ont été largement étudiés pour des placements de satellites en orbite (Halo-orbite de Michalodimitrakis (1958), étude reprise par Simo, etc.). Les points L4 et L5 pour d'autres types de satellites.

### le problème de Hill: 1+1+1
m2/m1 << 1 : exemple Lune-Terre : 0.0123 ; Jupiter-Soleil : 0.001 ; Terre-Soleil : 0.000 003
La surface de Jacobi devient de "pseudo-révolution" autour du Soleil.
On peut calculer les cotes de Jacobi des points (L1, L2), (L3, L4) :
- {\displaystyle \ 2J(L_{1})=(9m_{2}/M)^{2/3}-10m_{2}/3M}
- {\displaystyle \ 2J(L_{2})=(9m_{2}/M)^{2/3}-14m_{2}/3M}
- {\displaystyle \ 2J(L_{3})=m_{2}/M}
- {\displaystyle \ 2J(L_{4})=-m_{2}/M}.

Hill a considéré le cas : m2/M négligeable devant (m2/M)^(2/3) (environ 1/100 dans le cas Terre-Soleil).
Alors le problème se simplifie encore. De ce fait, il est souvent donné à étudier, car simple mais non simpliste.
On prend en général le système "cartésien" d'origine E d'axe Ey vers L2 et Ex perpendiculaire. La colline de Jacobi devient symétrique par rapport à y'Ey (ce qui était déjà vrai), mais aussi par rapport à x'Ex, et présente un trou-puits infini en E, dont la "séparatrice" est pour le dire vite deux chaînettes symétriques s'entrecroisant en L1 et L2 ; mais attention les courbes de niveau auront des "cornes" en L1 et L2. ET ATTENTION : l'espace est "polarisé" par la force de Coriolis, les trajectoires seront déviées à droite. ET le système d'équations présente un scaling en (m2/M)^(1/3) (help for interprétation !) : il n'y a aucun paramètre libre !
Le problème de Hill est donc fascinant par sa simplicité apparente : une simple colline symétrique à faîte rectiligne et puis un trou très profond en E (origine) ; plus l'effet "dahu" provoqué par la force de Coriolis. 
- 1/.Si M (Lune) a une énergie inférieure à L1, elle est piégée dans l'équipotentielle singulière passant par L1 et L2 et ne pourra pas s'échapper de ce lobe de Hill (rappelons TL1 = a .(m2/3M)^(1/3) ).

MAIS sa trajectoire ne sera pas simple pour autant! Dans ce type de situation, la bonne idée est de prendre des coordonnées de Jacobi : Terre E comme origine, EM = {\displaystyle {\vec {r}}} , G barycentre Terre-Lune, et GS = {\displaystyle {\vec {R}}}.
Note d'histoire : le premier à avoir eu cette idée fantastique d'un point G sans signification géométrique est Jeremiah Horrocks (1637 !) : immédiatement, les tables rodolphines furent améliorées. Puis Newton se prit la tête avec le problème de l'influence de la force de marée du Soleil sur le mouvement de la Lune (remarque : on est souvent surpris par le fait que le Soleil attire plus la Lune que la Terre ne le fait ! mais, vu de l'origine Terre, c'est seulement l'influence différentielle, dite de marée, qui intervient).
- 2/.Si M a une énergie supérieure à celle de L1 (nous l'appellerons encore M, mais ce n'est plus la Lune !), la situation devient tout à fait intéressante : le "choc-rebond", M contre Terre, est tout à fait surprenant dans sa diversité :

On pourrait s'imaginer qu'il s'agit d'un simple rebond en épingle à cheveu (un fer à cheval est trop-trop large dans un tel cas) : oui, l'intuition est bonne : la trajectoire (quasi circulaire) venant de droite, le long de x = b >0 reste quasi parallèle à la iso-Jacobi située en b/2 (en gros l'excès de pente de la colline et la force de Coriolis provoquent un "drift d'effet Hall" de vitesse quasi constante et donc M va tourner DEVANT la Terre (et non comme un mouvement képlérien ordinaire autour de la Terre, différence essentielle). Mais cette intuition globalement juste se trouve à rééduquer au voisinage de la séparatrice qui conduit à la "corne" L2 (point singulier de la colline de Jacobi et donc le long de l'arc L2L1 concave vers le trou :la vitesse |dy/dt| va brutalement diminuer (en gros la particule tombe dans le puits), la force de Coriolis va augmenter terriblement et la faire remonter, fouettée, mais le retour sera "hoquetant" en formes d'arches peu ou prou trochoïdales. Acquérir de l'intuition sur un tel exemple est très formateur : il convient de tracer soi-même toutes ces belles (?) trajectoires, puis de les retracer dans le référentiel galiléen (Cela donne un pressentiment de la complexité à venir). 
Une trajectoire quasi circulaire par rapport au Soleil peut prendre de l'excentricité : il y a un effet "fronde-déviation" qui dans d'autres circonstances est mis à profit pour des sondes. Cet effet est aussi bien étudié dans la situation des anneau des planètes et des satellite bergers.
Évidemment, il n'existe pas de trajectoire venant de la droite avec x= b négatif : les dahus M ne peuvent pas courir le long de la ligne de niveau, à cause de la force de Coriolis. La dissymétrie de la figure est un exemple particulièrement frappant de l'effet de cette force et souvent cité de ce fait.
- - -
Tout ceci a été décrit dans un cadre purement hamiltonien conservatif. La réalité est parfois différente car des effets de frottement (effet Poynting-Robertson) peuvent se manifester. Et le problème devient plus sévère à étudier.

## Le problème Jupiter-Saturne
ébauche : 
On met le problème sous la forme usuelle Ho + petite perturbation {\displaystyle \epsilon ^{2}}.H1, en notation de variables conjuguées Actions-angles.
Ici Ho est simplement la somme des hamiltoniens H(Jupiter) + H(Saturne) dans les coordonnées héliocentriques (O, soleil comme origine) de Poincaré ou de Delaunay. On peut optimiser encore un peu en annulant la moyenne de la perturbation par la méthode de moyennisation de Bogolioubov-Krylov, version moderne de celle de Gauss.
Cette méthode permet ensuite de développer les éphémérides en puissance de {\displaystyle \epsilon } ; mais l'on sait, depuis Poincaré que toute situation n'est pas possible : dans la plupart des cas, les séries sont divergentes ; il convient d'interrompre la série au bon endroit.
Le problème critique est celui des petits dénominateurs : si une planète intérieure a sa période égale à celle de Jupiter. p/q [p/q rationnel > 1 avec p faible], alors il y a résonance.
De même pour une planète extérieure [cette fois avec p/q < 1 : le cas de Saturne est voisin de 2:5).
Parfois ces résonances sont déstabilisantes, et parfois stabilisantes (cf Sicardy, cours M2 en ligne).
La GRANDE percée théorique a été celle du théorème KAM (1954).
Les calculateurs type lambda-calcul (calcul symbolique) ont fait d'énormes progrès aussi, permettant de calculer des exposants de stabilité de Liapounov. Wisdom, puis Laskar ont ainsi établi que les planètes telluriques peuvent être fortement perturbées par les planètes joviennes, tant dans leur excentricité, que leur inclinaison, voire leur obliquité. Le cas de Pluton a été réexaminé récemment et a conduit à changer son statut : le système solaire n'a plus que 8 planètes.
Les recherches sont encore très actives sur les anneaux et les « petits » corps. Qui plus est, la précision conduit à regarder les effets relativistes et tout (ou presque) est encore à faire [anomalie Pioneer].

## Le problème général: planète d'étoiles doubles
Il ne saurait être abordé sans une culture en topologie assez grande : cf  scholarpedia : Three_Body_Problem.
Ce que l'on peut dire est au moins ceci :
- il y a transition entre les problèmes précédents et le problème général sans solution de continuité : la variété de situations est simplement plus grande.

- Le problème des configurations homographiques est fondamental.

- Le théorème du viriel [ d²I/dt² = 4 E_cinétique +2 E_potentielle] et l'inégalité de Sundman [E_cinétique > L²/2I + (dI/dt)² / 2I ] jouent un grand rôle.

- Le destin eschatologique des 3 masses est lié à la possibilité d'extraire autant d'énergie qu'on le veut d'une pseudo-collision double, la troisième masse en profitant pour avoir une vitesse d'évasion, tout ceci à moment cinétique donné : le cas du problème à trois corps pythagoricien est exemplaire. Chazy, puis Alexeev ont classé ces destins.

- Comme Poincaré l'avait fortement souligné, les trajectoires périodiques jouent un rôle capital. Le théorème KAM viendra confirmer cette géniale intuition.

Toutes les curiosités périodiques sont explorées avec ravissement. Et les ordinateurs permettent de plus en plus d'études.
- Les cas d'intégrabilité deviennent plus accessibles via Zyglin et Ramis-Morales, qui font intervenir la théorie du groupe de Galois différentiel.

- Regarder comment se déforme le triangle S,E,M est capital (l'homothétie, elle, est aisément prise en compte, comme l'avait vu Newton (1666)) (cf Bill Casselman). La dynamique symbolique devient un élément important, ainsi que l'analyse algébrique.